# 1675 a tudományban
Az 1675. év a tudományban és a technikában.

## Események
- június 22. – II. Károly angol király elrendeli a Greenwichi Királyi Obszervatórium létrehozását
- Giovanni Domenico Cassini felfedezi, hogy a Szaturnusz gyűrűjében kör alakú rés van. Ez az alakzat Cassini-rés  néven vált ismertté

## Születések
- február 28. –  Guillaume Delisle, francia térképész († 1726)

## Halálozások
- október –  James Gregory skót matematikus, csillagász (* 1638)